# Herb Caen
Herbert Eugene Caen (Sacramento, 3 de abril de 1916 – São Francisco, 1 de fevereiro de 1997) foi um humorista e jornalista de São Francisco, norte-americano, cuja coluna diária de acontecimentos locais e fofocas internas, acontecimentos sociais e políticos e trocadilhos e anedotas excêntricos - "Uma carta de amor contínua para San Francisco" apareceu no San Francisco Chronicle por quase sessenta anos (exceto uma deserção relativamente breve para o The San Francisco Examiner) e fez dele um nome familiar em toda a área da baía de São Francisco.
Um Prêmio Pulitzer especial o chamou de "voz e consciência" de São Francisco.

## Publicações

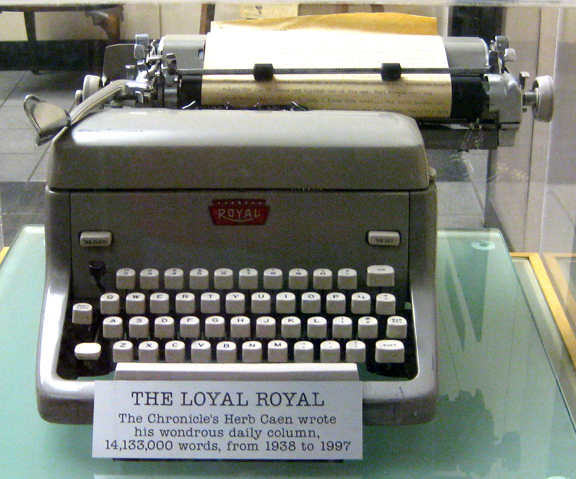
Um dos quatro "Loyal Royals" de Caen em exibição nos escritórios do Chronicle

- The San Francisco Book, Fotografias de Max Yavno, Houghton Mifflin Company, Boston/The Riverside Press, Cambridge, 1948.
- Baghdad by the Bay, Garden City, NY: Doubleday & Company, 1949.
- Baghdad:  1951, Doubleday & Company, Inc., Garden City, N.Y., 1950.
- Don't Call It Frisco, Garden City, NY: Doubleday & Company, 1953.
- Herb Caen's Guide to San Francisco, Doubleday & Company, Inc., Garden City, N.Y., 1957.
- Only in San Francisco, Doubleday & Company, Inc., Garden City, N.Y., 1960.
- San Francisco: City on Golden Hills, illustr. Dong Kingman, Doubleday & Company, Inc., Garden City, Nova York, 1967.
- The Cable Car and the Dragon, ilustrado por Barbara Ninde Byfield. Doubleday (1972), reimpresso pela Chronicle Books (1986) (livro infantil)
- ’’One Man’s San Francisco’’, Doubleday & Company Inc., Garden City, Nova York, 1976.
- Above San Francisco, com Robert Cameron. Fotografias aéreas da histórica e contemporânea São Francisco, com texto de Caen. (1986)